# پرواز شماره ۶۵۵ ایران ایر
پرواز مسافربری شماره ۶۵۵ شرکت هواپیمایی ایران ایر با شناسه «IR655» از تهران به مقصد دوبی در تاریخ ۱۲ تیر ۱۳۶۷ در خلال جنگ ایران و عراق (۳ ژوئیه ۱۹۸۸ میلادی) پس از توقف بین راهی در بندرعباس به سمت دوبی در حرکت بود که با شلیک دو موشک ریم-۶۶ استاندارد از ناو یو اس‌اس وینسنس متعلق به نیروی دریایی ایالات متحده آمریکا در ارتفاع ۱۲ هزار پایی بر فراز خلیج فارس سرنگون شد و تمامی ۲۹۰ سرنشین آن که شامل ۴۶ مسافر غیر ایرانی و ۶۶ کودک (زیر ۱۳ سال) بودند، جان باختند. رئیس‌جمهورهای ایران و آمریکا به ترتیب، سید علی خامنه‌ای و رونالد ریگان بودند. هواپیمایی جمهوری اسلامی ایران (هما) در پروازهای جمعه خود در مسیر تهران به دوبی از شماره پرواز ۶۵۵ استفاده می‌کند.
بر اساس ادعای ایالات متحده، خدمه ناو وینسنس هواپیمای مسافربری را به اشتباه به عنوان یک جت جنگنده اف-۱۴ تامکت، که ساخت آمریکا و در اختیار ایران بود، شناسایی کردند، در حالی که هواپیما کدهای شناسایی غیرنظامی ارسال می‌کرد. آن‌ها مدعی شدند که ناو وینسنس و سایر کشتی‌های جنگی بارها با هواپیما از طریق فرکانس‌های اضطراری غیرنظامی و نظامی تماس گرفتند، اما پاسخی دریافت نکردند. فرودگاه بندرعباس به عنوان یک فرودگاه مشترک غیرنظامی و نظامی فعالیت می‌کرد و پرواز ۶۵۵ با تأخیر برخاسته بود. دولت ایران تأکید دارد که ایالات متحده با بی‌احتیاطی و نقض قوانین بین‌المللی، هواپیما را ساقط کرد و پیش‌تر بارها نیروهای ایرانی را تحریک کرده بود. برخی تحلیلگران کاپیتان ناو وینسنس، ویلیام سی. راجرز سوم، را به دلیل رویکرد بیش از حد تهاجمی مقصر دانستند، در حالی که دیگران به مشکلات گسترده‌تر و سوءتفاهم‌های ارتباطی در داخل ناو اشاره کردند.
ایالات متحده به دلیل این ساقط کردن، به‌ویژه در واکنش اولیه خود، مورد انتقاد قرار گرفت. اگرچه رئیس‌جمهور آمریکا، رونالد ریگان، عذرخواهی رسمی نکرد، اما یادداشت دیپلماتیک کتبی به ایران ارسال کرد و ابراز تأسف عمیق نمود. در سال ۱۹۹۶، دو دولت در دیوان بین‌المللی دادگستری به توافقی رسیدند که بر اساس آن ایالات متحده متعهد شد ۶۱.۸ میلیون دلار (معادل ۱۲۴ میلیون دلار در سال ۲۰۲۴) به صورت غیرالزام‌آور (ex gratia) به خانواده‌های قربانیان پرداخت کند. به عنوان بخشی از این توافق، ایالات متحده مسئولیت ساقط کردن هواپیما را نپذیرفت. دولت آمریکا مبلغ ۱۳۱/۸ میلیون دلار در توافقی به دولت ایران پرداخت کرد که شامل ۶۱/۸ میلیون دلار برای بازماندگان ۲۴۸ نفر ایرانی کشته شده در حادثه بوده است.
پس از این اتفاق، دولت بریتانیا از ایالات متحده حمایت فوری کرد. در مکاتبات خصوصی با رونالد ریگان، مارگارت تاچر حتی در مورد پیامدهای مثبت این حمله گمانه‌زنی کرد و نوشت: «به نظر می‌رسد این حادثه حداقل به رهبران ایران کمک کرده باشد که نیاز فوری به پایان دادن به درگیری‌های خلیج‌فارس را در اولویت قرار دهند.»

## پیش‌زمینه
در مقطعی از جنگ ایران و عراق، این دو کشور دست به حمله علیه کشتی‌های نفت‌کش و کشتی‌های تجاری یکدیگر زدند که به جنگ نفت‌کش‌ها معروف شد. در سال ۱۹۸۴ جنگ ایران و عراق وارد مرحله جدیدی شد و دو کشور حمله به نفت کش‌های یکدیگر را شدت دادند. این حملات شامل حمله به کشتی‌های کشورهای همسایه نیز که با انتقال نفت عراق عملاً به این کشور کمک می‌کردند می‌شد. حادثه پرواز ۶۵۵ ایران ایر یک سال پس از حمله یک جنگنده عراقی به ناوچه موشک‌انداز آمریکایی بنام یواس‌اس استارک توسط نیروی هوایی عراق در ۱۷ می ۱۹۸۷ که به کشته شدن ۳۷ ملوان آمریکایی این ناوچه انجامید اتفاق افتاد. همچنین نیروی دریایی ایالات متحده آمریکا در اواخر ۱۹۸۷ به تبادل آتش با نیروهای ایرانی پرداخته بودند و ناو ساموئل بی. رابرتز نیروی دریایی آمریکا در اثر برخورد با یک مین دریایی ایرانی در آوریل ۱۹۸۸ آسیب دیده‌بود. دو ماه پیش از حادثه ایالات متحده در جریان عملیات آخوندک در تبادل آتش با نیروی دریایی ایران ناوچه ایرانی سهند، قایق موشک‌انداز جوشن و چند قایق تندروی ایرانی را غرق نموده بود. به این ترتیب در زمان حادثه تنش در منطقه تنگه هرمز بسیار بالا بود.
در پاسخ به نوع حملاتی که به کشتی‌های تجاری در منطقه انجام می‌شد، ایالات متحده در ۸ سپتامبر ۱۹۸۷ هشداری را به کلیه کشورهای منطقه ارسال نمود که از آن‌ها می‌خواست تا هواپیماهای غیرنظامی می‌بایست فرکانس اضطراری هوایی، یا ۱۲۱ مگاهرتز وی اچ اف و فرکانس اضطراری نظامی ۲۳۴ مگاهرتز یو اچ اف را رصد کنند و آماده معرفی خود و هدف خود به کشتی‌های نیروی دریایی ایالات متحده باشند.
در ۲۹ آوریل ۱۹۸۸ نیروی دریای ایالات متحده حمایت خود را به کشتی‌های بیطرف خارج از مناطق درگیری گسترش داد که این امر در نهایت به سرنگونی هواپیمای ایران ایر انجامید. در این زمان ناو وینسنس در پی اعلانی کوتاه به منطقه شتافت که برای جبران عدم پوشش آواکس از مناطق جنوبی خلیج فارس به این منطقه ارسال شد تا از یگان‌های ایالات متحده در این منطقه حمایت نماید.
تنگه هرمز یکی از راهبردی‌ترین آب‌راههای بین‌المللی کشتیرانی در جهان به‌شمار می‌آید. عرض این تنگه در باریک‌ترین قسمتش به ۳۹ کیلومتر (۲۱ مایل دریایی) می‌رسد. تمام کشتی‌ها برای عبور از این آب‌راه، براساس قانون اساسی دریاها باید از خطوط دریایی که در آب‌های سرزمینی ایران و عمان است عبور کنند.
به همین دلیل، ورود کشتی‌های تجاری بزرگ و همین‌طور ناوهای جنگی به آب‌های ایران در هنگام ورود یا خروج از خلیج فارس طبیعی است.
در طول جنگ ایران و عراق، نیروی دریایی ارتش ایران به بازرسی کشتی‌های باری بی‌طرف در جنگ می‌پرداخت. این عمل هر چند مطابق قوانین بین‌المللی می‌باشد ولی خود به خود تنش در منطقه را افزایش می‌داد.

## شرح حادثه

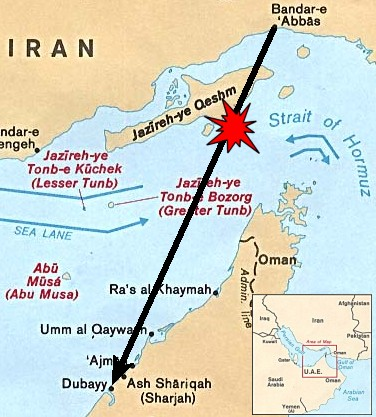
محل سرنگونی هواپیمای مسافربری ایران‌ایر در تنگه هرمز واقع در خلیج فارس

در روز یکشنبه ۱۲ تیر ۱۳۶۷ هواپیمای ایرباس آ-۳۰۰ متعلق به هواپیمایی جمهوری اسلامی ایران در فرودگاه بین‌المللی بندرعباس به زمین نشست و طبق برنامه پیش‌بینی شده، قرار بود این هواپیما با شمارهٔ پرواز ۶۵۵ به همراه ۲۷۴ مسافر (با ملیت‌های ایرانی، اماراتی، یوگسلاوی، پاکستانی، هندی و ایتالیایی) و ۱۶ خدمهٔ پرواز که در مجموع ۲۹۰ نفر می‌شدند، به مقصد دبی، امارات متحده عربی پرواز کند.
کاپیتان محسن رضائیان، خلبان با سابقهٔ پرواز ۶۵۵ هواپیمای ایرباس آ-۳۰۰ بود که بیش از ۷٬۰۰۰ ساعت پرواز را در کارنامهٔ خود داشت. هواپیما ایرباس آ-۳۰۰ با ۲۷ دقیقه تأخیر، در ساعت ۱۰:۱۷ صبح به وقت ساعت رسمی ایران، از فرودگاه بین‌المللی بندرعباس به مقصد فرودگاه بین‌المللی دبی برخاست. مدت پرواز تا دبی ۲۸ دقیقه و حداکثر ارتفاع تا ۱۴ هزار پا (۴٬۳۰۰ متر) تعیین شد. دقایق نخستین پرواز و مراحل اوج‌گیری تا ارتفاع ۱۲ هزار پایی مطابق طرح پرواز انجام شد و خلبان به‌طور پیوسته با برج مراقبت فرودگاه بندرعباس و مرکز کنترل راه‌های هوایی ایران و امارات متحده تماس داشت.

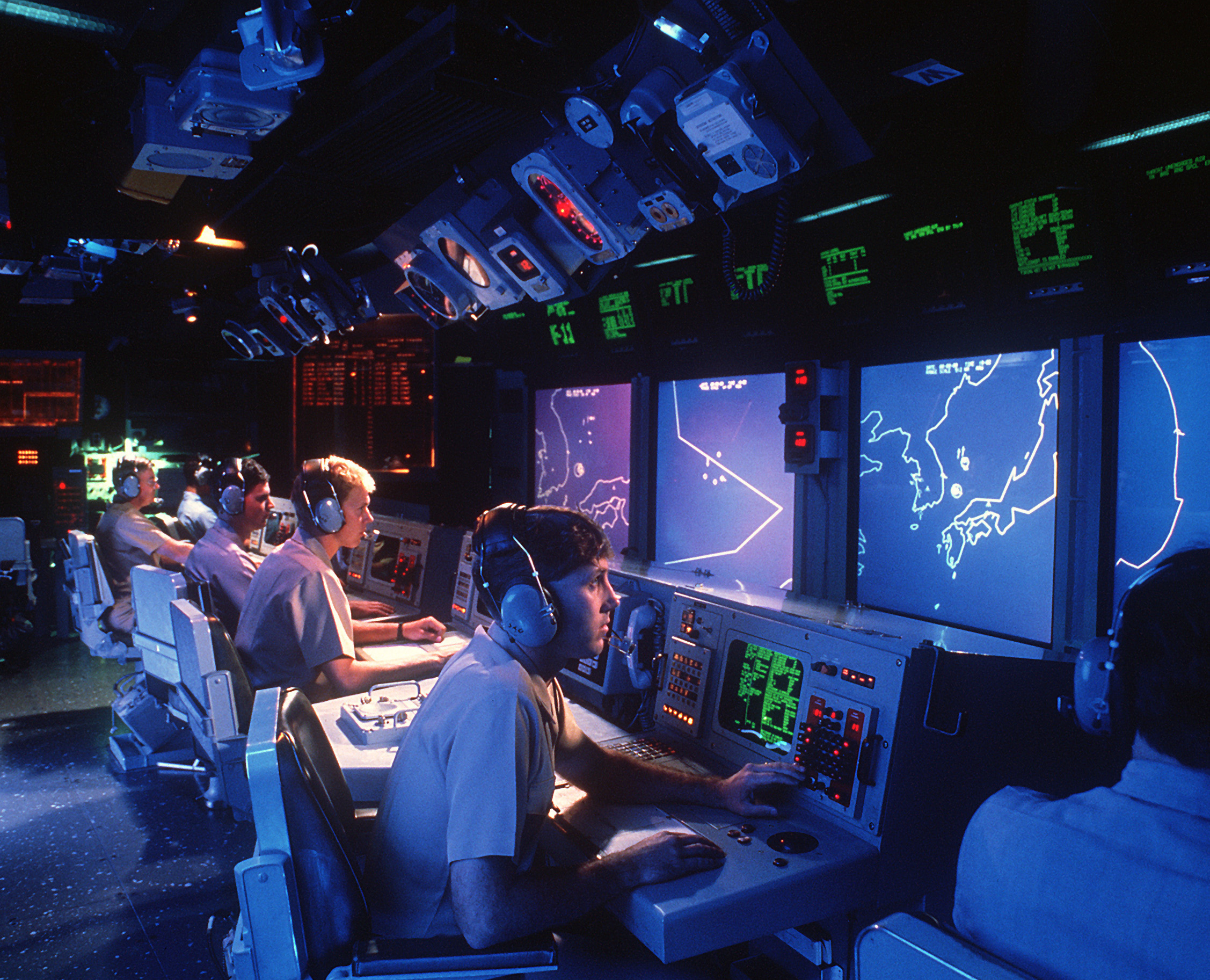
صفحهٔ نمایش ناو جنگی یواس‌اس وینسنس

چند لحظه پیش از ورود هواپیمای ایرباس آ-۳۰۰ به منطقه کنترل هوایی امارات، در محلی به نام «مولبیت»، خلبان به مرکز کنترل هوایی کشور اطلاع داد که قصد دارد به ارتفاع ۱۴ هزار پایی صعود کند.
ناو جنگی وینسنس آمریکا در تاریخ هفتم خرداد از بندر سن دییگو وارد خلیج فارس شده بود. وظیفه اصلی آن، کشف هدف‌های پرنده، اعم از موشک، هواپیما و پردازش اطلاعات، تعقیب صدها هدف به‌طور هم‌زمان و کنترل آتش آن‌ها بود، همچنین این ناو جنگی به انواع موشک زمین‌به‌هوا هدایت لیزری، هدایت راداری و… با برد بیش از ۴۰۸ کیلومتر نیز مجهز بود.
صبح روز سوم ژوئیه ۱۹۸۸ ناو جنگی وینسنس آمریکا که از یک مأموریت اسکورت برمی‌گشت، وارد منطقه شد. یک هلیکوپتر آمریکایی در حال پرواز در منطقه شلیک‌هایی از سوی قایق‌های تندروی ایرانی را به ناو وینسنس گزارش می‌دهد. وینسنس جهت درگیری به سوی قایق‌های ایرانی حرکت کرده و وارد آب‌های ایران می‌شود و به تعقیب قایق‌ها می‌پردازد.
در این هنگام و در حالی که بین نیروهای ایرانی و آمریکایی جنگ و درگیری رخ داده است، برج کنترل فرودگاه بندر عباس نیز به دلیل کوتاهی و عدم اطلاع‌رسانی از طرف ستاد کل نیروهای مسلح و نیروهای نظامی ایرانی، به هواپیمای مسافربری اجازه پرواز به سمت منطقه جنگ و درگیری را می‌دهد. هواپیمای مسافربری در حین درگیری، وارد منطقه جنگی می‌شود. با توجه به این خطای فاحش از طرف برج کنترل فرودگاه بندرعباس و با توجه به سابقهٔ استفاده ایرانی‌ها از هواپیمای تجاری و غیرنظامی در عملیات‌های نظامی نظیر حمله به پایگاه اچ-۳ و با توجه به زمزمه‌هایی که در مورد انجام عملیات‌های استشهادی علیه ناوها مطرح بود، به دستور ناخدا ویلیام راجرز، فرمانده ناو وینسنس، موشک استاندارد ۲ را به سوی پرواز ۶۵۵ شلیک کرد. ناگهان هواپیما از صفحه رادارهای زمینی محو شده و در آب‌های خلیج فارس سقوط کرد. با عدم اطلاع از سرنوشت هواپیما، برج مراقبت فرودگاه بندرعباس، در تماس با دبی، پیگیر سرنوشت پرواز ۶۵۵ شده ولی آن‌ها اظهار بی‌اطلاعی کردند. بلافاصله ستاد تأمین استان هرمزگان وضعیت اضطراری اعلام و فعالیت خود را آغاز کرد.
با شناسایی دقیق محل سقوط، بالگردها و شناورها به موقعیت ۲۶ و ۴۲ عرض شمالی و ۵۶ درجه و ۳ دقیقه طول شرقی منتقل شدند.
پس از این واقعه، مقامات آمریکایی اعلام کردند که یک فروند هواپیمای اف-۱۴ ایرانی را مورد هدف قرار داده‌اند. پس از روشن شدن نوع هواپیما، آمریکا اعلام کرد که در این مورد مرتکب اشتباه شده‌اند.

## گزارش گروه حقیقت‌یاب ایکائو

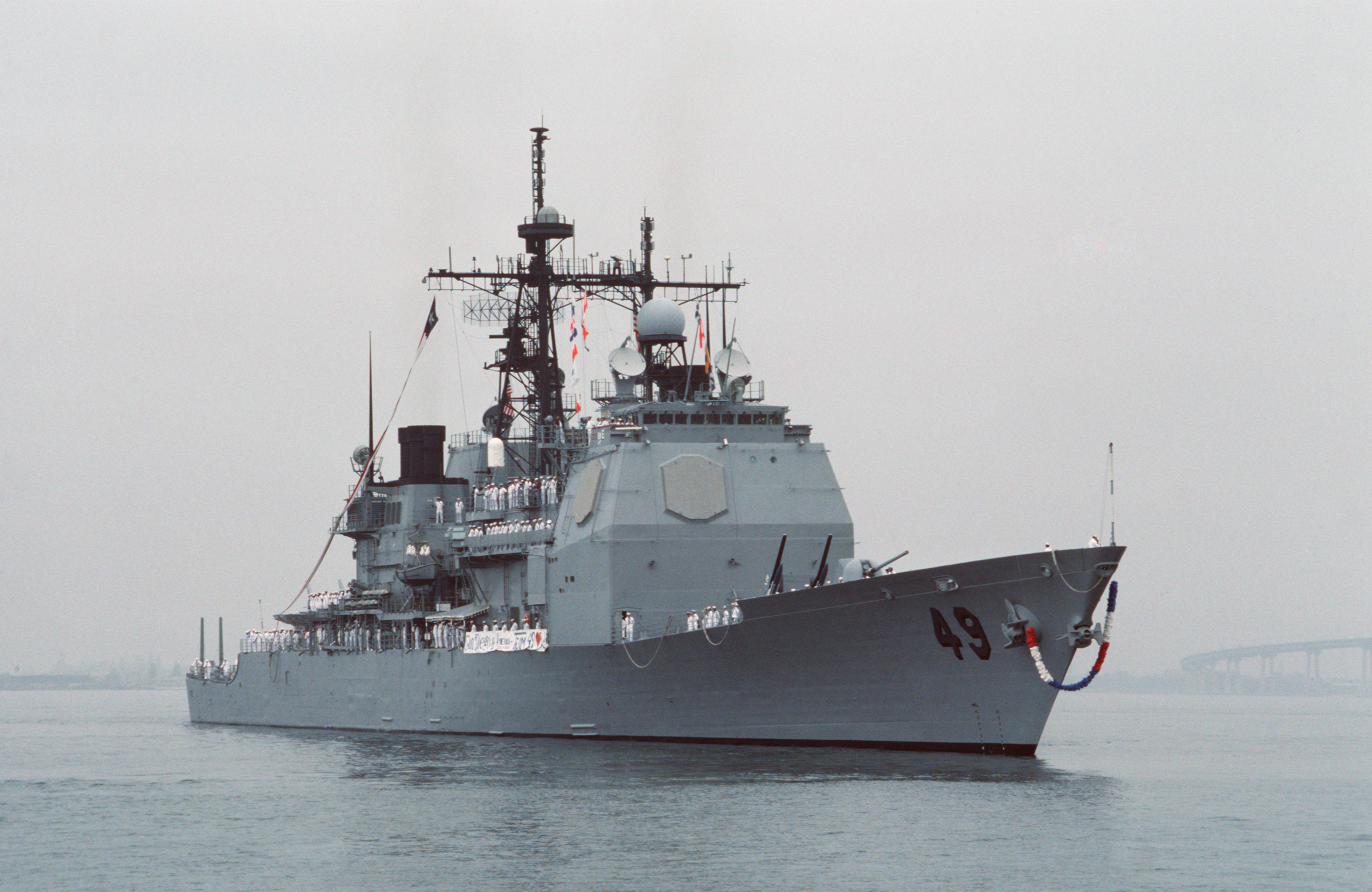
ناو جنگی وینسنس آمریکا در اکتبر ۱۹۸۸ (۳ ماه پس از حادثه) در سن‌دیگو، کالیفرنیا پس از مأموریت ۶ ماهه‌اش در خاورمیانه.

در جلسهٔ فوق‌العاده شورای ایکائو (سازمان هوانوردی غیرنظامی بین‌المللی) در روز ۱۴ ژوئیه ۱۹۸۸ (‎۲۳ تیر ۱۳۶۷) تصمیم گرفته شد که یک تیم حقیقت‌یاب برای بررسی عواملی که منجر به نابودی هواپیما شده است، تشکیل شود. نمایندگان ایران و آمریکا آمادگی خود را برای همکاری با تیم تحقیق اعلام کردند. در گزارش این کمیته در مورد اتفاقات منجر به سرنگونی آمده است:
هفت دقیقه پس از بلند شدن از فرودگاه بندرعباس، ۱۱ مورد اخطار از سوی کشتی‌های جنگی آمریکا به هواپیمای ایرانی اعلام شد. ۷ مورد توسط ناو وینسنس بر روی فرکانس ۲۴۳ مگاهرتز، یک اخطار توسط ناو سایدز بر روی همین فرکانس و ۳ اخطار دیگر بر روی فرکانس اضطراری ۱۲۱/۵ مگاهرتز به هواپیمای ایرباس داده شد. از این ۱۱ مورد، ۷ مورد بر روی فرکانس ۲۴۳ مگاهرتز بود که مخصوص هواپیمای نظامی است و ایرباس تجهیزات لازم برای شنیدن آن‌ها را نداشت (طبق دستور ایران‌ایر همه هواپیماها باید در مدت پرواز در منطقهٔ خلیج فارس بر روی فرکانس ۱۲۱/۵ مگاهرتز به گوش باشند). بررسی‌ها نشان می‌دهد که خدمهٔ ایرباس، ۳ پیام دریافتی در فرکانس غیرنظامی را دریافت کرده‌اند اما با تصور این که پیام‌ها خطاب به هواپیمای گشت دریایی پی-۳ اوریون ایرانی حاضر در منطقه است به پیام‌ها پاسخی نداده‌اند.
گزارش تیم تخصصی ایکائو مشخص می‌کند که در دقایق آخر حمله به هواپیما، عده‌ای هواپیما را یک هواپیمای مسافری و عده‌ای دیگر یک هواپیمای جنگی مهاجم تلقی نمودند. دو دقیقه بعد کارکنان مرکز گزارشی را مبنی بر اینکه هواپیمای مزبور اف-۱۴ می‌باشد، دریافت کردند. در همین حال کارکنان ناو سایدز فریاد زدند: «هواپیما تجاری است، صبر کنید.» یکی از افسران وینسنس نیز گفته است که هواپیما احتمالاً تجاری است.
از مواردی که در این گزارش ذکر نشده‌اند ارتباط میان مسئولان پروازهای کشوری و واحدهای نظامی است. ضمیمه ۱۱ معاهدهٔ شیکاگو (که هر دو کشور ایران و آمریکا به آن ملحق شده‌اند) به ارتباط مسئولان خدمات ترافیک هوایی و واحدهای نظامی توصیه کرده است.

## واکنش‌ها

### ادعاهای رسمی دولت آمریکا

تمبری که در ایران برای یادبود کشته‌شدگان در حادثهٔ پرواز ۶۵۵ ایران ایر، در تاریخ (۶ هفته پس از حادثه) چاپ شد. در زیر تمبر نوشته شده: «فاجعهٔ حملهٔ موشکی آمریکا به هواپیمای مسافربری ایران».

دولت ایالات متحده آمریکا معتقد است که ناو وینسنس به اشتباه هواپیمای مورد نظر را یک هواپیمای جنگی تشخیص داده و برای دفاع از خود به سوی آن شلیک نمود. فرودگاه بندرعباس در آن هنگام به‌طور دوگانه برای هواپیماهای نظامی و مسافری مورد استفاده قرار می‌گرفت.
نماینده ایالات متحده در سازمان بین‌المللی هواپیمائی در جلسه فوق‌العاده شورای ایکائو گفته بود که در روزهای دوم و سوم ژوئیه منطقه خلیج فارس بسیار ناامن بود و کشتی‌های مختلفی از جمله یک کشتی پاکستانی و یک کشتی لیبریایی مورد حمله قرار گرفته بودند. در همان روز یک هواپیمای اف-۱۴ ایران از فرودگاه بندرعباس پرواز کرده بود و قصد حمله به کشتی آمریکایی را داشت و فرمانده مزبور برای دفاع از کشتی خود در برابر خطر احتمالی دست به حمله زده بود.
در گزارش نهایی هیئت حقیقت‌یاب پنتاگون به سرپرستی دریادار ویلیام فوگارتی علت وقوع حادثه فشار روانی ناشی از قرار گرفتن در وضعیت جنگی برای نخستین بار اعلام شد و تصدیق شد که هواپیمای ایرباس در خطوط هوایی تجاری بین‌المللی پیش‌بینی شده پرواز می‌کرده و در زمان حادثه در ارتفاع دوازده هزار پایی (بیش از ۳۵۰۰ متر) قرار داشت و از لحظه پرواز به روند صعودی خود ادامه داده بود. این گزارش همچنین از مسؤولین ایرانی به دلیل اجازهٔ ورود هواپیماهای غیرنظامی به منطقهٔ جنگی انتقاد کرده و بخشی از مسؤولیت فاجعه را متوجه مقامات ایرانی می‌داند.
دولت آمریکا از رخ دادن این واقعه و مرگ انسان‌ها ابراز تاسف کرد اما هرگز به‌طور رسمی عذرخواهی نکرده و مسئولیت وقوع حادثه را بر عهده نگرفت است. پس از ابراز تاسف رونالد ریگان از وقوع این حادثه از وی پرسیده شد که این ابراز تاسف به معنای عذرخواهی است و او پاسخ داد بله
در سال ۱۹۹۶ در طی توافقی با دولت ایران در دیوان بین‌المللی دادگستری حاضر به پرداخت غرامت ۶۱٫۸ میلیون دلاری به خانواده‌های ایرانی قربانیان حادثه تحت عنوان پرداخت بلاعوض شد.

### انتقاد از رفتار رسانه‌های آمریکایی
رابرت متیو انتمن رئیس مؤسسه دیپلماسی همگانی و ارتباطات جهانی با تحلیل روزنامه‌های آمریکایی و توصیف آن‌ها از دو رویداد نسبتاً مشابه ساقط‌کردن هواپیمای مسافربری ایرانی به‌وسیله آمریکا و ساقط‌کردن یک هواپیمای کره‌ای به‌وسیله اتحاد جماهیر شوروی سوسیالیستی شوروی نشان داد که «مقالات خبری با گفتن این که ساقط کردن یک هواپیمای ایرانی یک مشکل فنی بوده و با انتخاب مناسب عکس و توصیف، عامل و قربانیان این حادثه را کم‌اهمیت جلوه دادند، حال‌آنکه ساقط‌کردن یک هواپیمای کره‌ای به‌وسیله شوروی به عنوان یک عمل شنیع به تصویر کشیده‌شد».

#### امکان پیش‌گیری

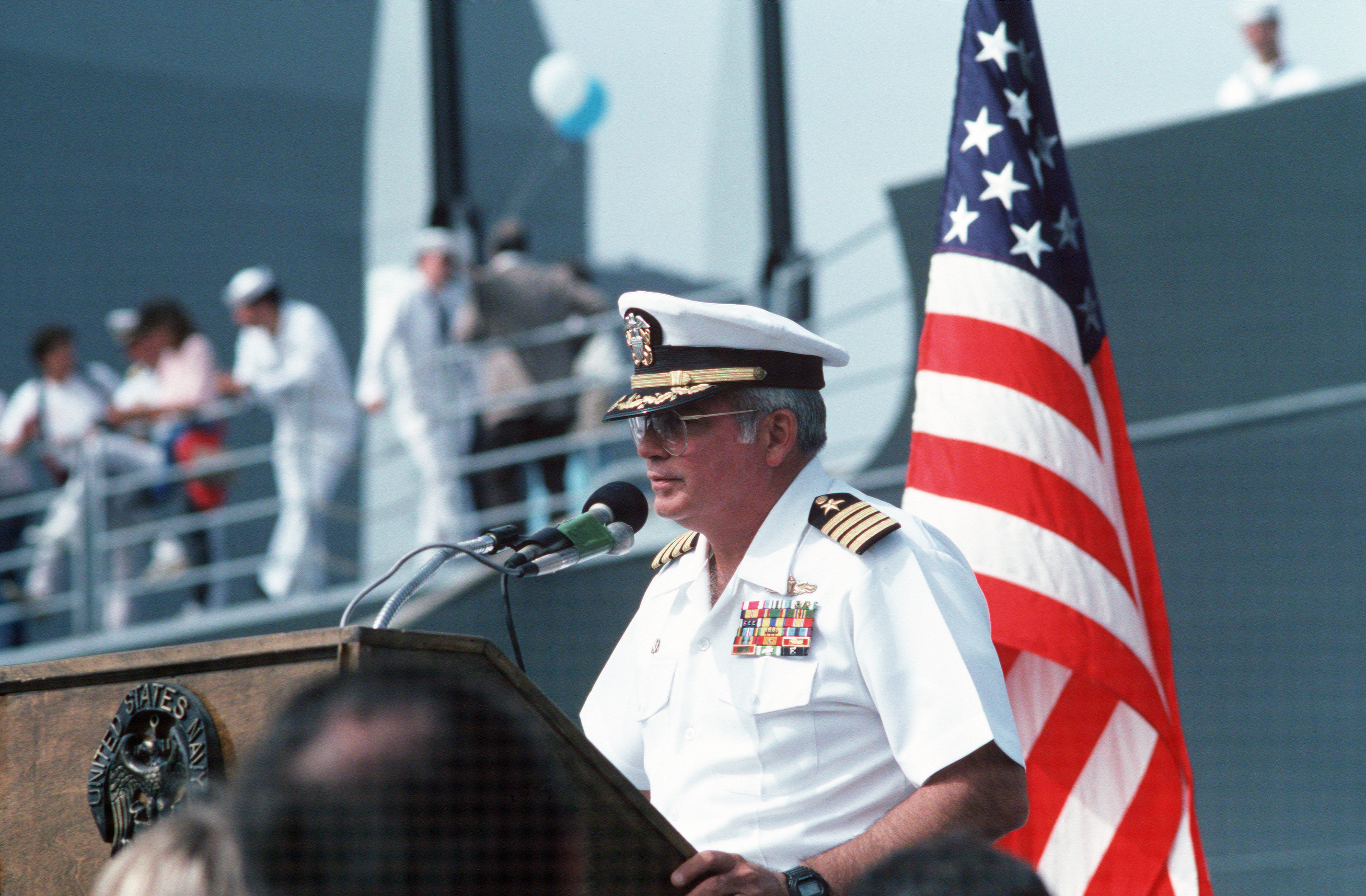
ویلیام راجرز، فرماندهٔ ناو وینسنس در حال سخنرانی در سن‌دیگو، کالیفرنیا در ۲۴ اکتبر ۱۹۸۸ (۳ ماه پس از حادثه) در مراسم «خوشامدگویی ناو وینسنس» به‌خاطر بازگشت از مأموریت ۶ ماهه در غرب اقیانوس هند و خلیج فارس و دریای عرب.

ناخدا دوم کارلسون، فرمانده سابق ناو سایدز در این مورد معتقد است که ایرباس ایرانی علاوه بر علائمی که مبنی بر غیرنظامی بودن خود می‌فرستاده با سرعتی کم در حال اوج گرفتن بود و حتی اگر در چنین شرایطی نیز آن را به عنوان یک جت اف ۱۴ شناسایی می‌کردند باز من تردید دارم که یک هواپیمای اف ۱۴ می‌توانست تهدید سطحی را متوجه ناو وینسنس یا سایدز یا هر شناور دیگری کند. (زیرا هواپیماهای اف ۱۴ ایران مجهز به سلاح‌های هوا به زمین نبودند و اف ۵های موجود در پایگاه‌های ششم و نهم شکاری بوشهر و بندرعباس، فقط برای دفاع از نفتکش‌های ایرانی و مقابله با حملات هوایی علیه آن نفتکش‌ها به پرواز درآورده می‌شدند و پشتیبانی هوایی از نیروی دریایی بعهده گردان‌های فانتوم اف-۴ بود)
اپراتورهای رادار ناو هواپیمابر فورستال نیز هواپیمای مزبور را به عنوان یک هواپیمای بازرگانی شناسایی کردند. جت‌های جنگنده اف ۱۴ مستقر بر روی ناو فورستال می‌توانستند در صورتی که کاپیتان راجرز درخواست می‌کرد، با شناسایی چشمی هواپیمای ایرانی از فاصله نزدیک از غیرنظامی بودن آن اطمینان حاصل کنند، ولی بنا به دلایلی از این کار امتناع کرد.

### نظرات منابع رسمی و مستقل
کاپیتان دیوید کارلسون، فرماندهٔ ناو سایدز که در زمان حادثه در نزدیکی ناو وینسنس قرار داشت، در سال ۲۰۰۵ در مصاحبه‌ای با دیوید فیسک، نابودی هواپیمای ایرانی به دست راجرز را «نقطهٔ اوج پرخاشگریِ وحشتناک کاپیتان راجرز دانست که از ۴ هفتهٔ قبل شروع شده بود».
منظور کاپیتان کارلسون، حادثه‌ای بود که در ۲ ژوئن (‎۱۲ خرداد ۱۳۶۷)، تنها ۴ هفته پیش از نابودی پرواز ۶۵۵ اتفاق افتاد. او گفت که در آن حادثه، ناو وینسنس بیش از حد به یک ناوچهٔ ایرانی، که در حال انجام بازرسی «قانونی» از یک کشتی بود نزدیک شد. ناو وینسنس یک بالگرد را به فاصلهٔ ۲ تا ۳ مایلی ناوچهٔ ایرانی فرستاد (در صورتی که براساس قانون، حداقل باید در ۴ مایلی ناو ایرانی قرار می‌گرفت) و سپس بر چند قایق تندروی کوچک ایرانی آتش گشود. کاپیتان کارلسون در این باره گفت: «چرا کاپیتان راجرز بر قایق‌ها آتش گشود؟ او کار هوشمندانه‌ای انجام نداد.» کاپیتان کارلسون دربارهٔ نیروهای ایرانی درگیر در حادثهٔ ۲ ژوئن گفت: «آن‌ها بسیار حرفه‌ای عمل می‌کردند و تهدیدآمیز نبودند».
او همچنین اضافه کرد: «سیگنال‌های نیروهای نظامی ایران کاملاً واضح بود و جایی را برای اشتباه باقی نمی‌گذاشت».
وقتی راجرز اعلام می‌کند که می‌خواهد هواپیمای ایرانی را سرنگون کند کارلسون دوباره مونیتورهای ناوش را بررسی می‌کند و به خدمه‌اش می‌گوید: «این هواپیما که داره اوج می گیره؛ ارتفاعش هم که ۷٬۰۰۰ فوته! معلوم هست راجرز داره چه غلطی می‌کنه؟». اما با این وجود کارلسون با خود می‌گوید که شاید راجرز اطلاعات بیشتری داشته باشد، بی‌خبر از این که راجرز به اشتباه فکر کرد که هواپیما در حال شیرجه‌زدن بود.
دریادار بازنشسته یوچین لاروک از مرکز اطلاعات دفاعی نیز با اظهار نظری مشابه می‌گوید:
ناو وینسنس اصولاً نمی‌بایست برای عملیات به خلیج فارس اعزام می‌شد. ما در حال جنگ با ایران نبودیم و هیچ اعلان جنگی میان دو کشور وجود نداشت. هواپیمای ایرانی در یک محدوده هوافضای بین‌المللی بر فراز آب‌های بین‌المللی بود و آمریکا حق نداشت آن را برای هر هواپیمای مشکوک یا غیرمشکوک منطقه جنگی اعلام کند، زیرا رسماً با ایران در حال جنگ نبود. دلیلی هم وجود نداشت که ایرباس ایرانی به پیام‌های هشدار ما پاسخ دهد.
دریادار بازنشسته، یوجین کارول پیرامون عواملی که موجب تصمیم‌گیری اشتباه و سرنگون‌سازی ایرباس ایرانی شد، معتقد است که حادثه هدف قرار گرفتن ناو یواس‌اس استارک به وسیله یک جت جنگنده عراقی چند ماه پیش از آن، و عدم اتخاذ تدابیر دفاعی کافی و به موقع از سوی خدمه استارک به تصور آنکه خلبان عراقی آن‌ها را هدف قرار نخواهد داد، نوعی فشار عصبی را برای خدمه وینسنس به وجود آورده بود.
ذهنیت ناخدای کشتی این بوده که با تهدیدی روبه‌رو است و پیش از دیر شدن می‌بایست دربارهٔ اقدامی مقتضی تصمیم گیرد. کاسپار واینبرگر، وزیر دفاع وقت ایالات متحده نیز با ابراز نظری مشابه می‌گوید:
کمبود وقت از لحظه‌ای که هواپیما به عنوان هدفی تهدیدکننده شناسایی شد تا زمانی که خدمه باید تصمیم به شلیک یا عدم شلیک به آن را می‌گرفتند، موجب شتابزدگی در اخذ تصمیم شد.
دریادار کارول در ادامه سخنان خود تأکید می‌کند که کاپیتان راجرز هرگز ایرباس ایرانی را ندیده بود، او تنها علائم الکترونیکی و اطلاعات نقل قول شده به وسیله خدمه‌اش را برای تصمیم‌گیری نهایی در اختیار داشت که روشن است اطلاعاتی اشتباه و نادرست بود. در مقابل کاپیتان کارلسون، ضمن آنکه تأیید می‌کند، راجرز بر پایه اطلاعاتی که در اختیارش گذاشته شده بود تصمیم به سرنگون‌سازی ایرباس ایرانی گرفت، این سؤال را مطرح می‌کند که چرا اطلاعات مذکور اینچنین و تا این حد اشتباه بوده است.
جان مک‌کین، سناتور جمهوری‌خواه از ایالت آریزونا و خلبان سابق نیروی دریایی و اسیر جنگی سابق در ویتنام که عضو کمیسیون تحقیق پیرامون حادثه سرنگون‌سازی ایرباس ایرانی نیز بود، عقیده دارد:
ترکیب تکنولوژی پیشرفته و خطای انسانی تصمیم گیرندگان کم‌تجربه، خطرناکترین سناریو ممکن را به وجود می‌آورد؛ زیرا بدون در اختیار داشتن توانایی «سیستم اجیس» که ناو وینسنس دارای آن بود، مسلماً با عواقبی که دچار آن شد، مواجه نمی‌شد.
کاپیتان کارلسون با تأیید این نظر تأکید می‌کند، وقتی که به‌اندازه کافی روی کیفیت آموزش و تمرین شرایط خاص، نظیر آنچه در ۳ ژوئیهٔ ۱۹۸۸ رخ داد، تأکید نداشته باشیم و آدم‌های آموزش ندیده را مسئول کار با سیستم‌های بسیار پیچیده و مرگبار سازیم، شرایط بسیار خطرناکی پدید می‌آید.
لس آسپین نماینده دمکرات ایالت ویسکانسین و رئیس کمیته نیروهای مسلح کنگرهُ ایالات متحده آمریکا در نوامبر ۱۹۸۸ براساس اطلاعات ذخیره شده بر روی ناو جنگی مستقر در خلیج فارس در مصاحبه‌ای با روزنامه نیویورک تایمز می‌گوید:
هیچ‌کدام از ۹ مونیتور کشتی، هواپیمایی را در حالت حمله نشان نمی‌دهند. در هیچ‌کدام از نوارها اثری از سیگنال مود ۲، مورد استفاده هواپیماهای نظامی و غیرنظامی، وجود ندارد. همه دستگاه‌ها در حال نشان دادن یک فروند هواپیمای ایرباس در حال اوج‌گیری هستند.
دیوید ایونز، مفسر نظامی شیکاگو تریبیون نیز معتقد است که سیستم شناسایی و هدایت آتش ناو وینسنس، در آن روز سوم ژوئیه، روی کنترل خودکار نبود و خطای انسانی و قضاوت نادرست موجب سرنگونی ایرباس ایرانی شده و چنانچه کنترل در حالت اتوماتیک بود، دلیلی برای اشتباه در شناسایی هواپیما وجود نداشت و این فاجعه انسانی رخ نمی‌داد. به عقیده ایونز، برگزاری یک دادگاه نظامی برای ناخدا راجرز و عملکرد او در حادثه سرنگون کردن یک جت مسافربری با ۲۹۰ سرنشین بی گناه امری عادلانه محسوب می‌شد، ولی ایالات متحده در مقابل دیدگان ایرانیان، در پایان خدمت راجرز به وی مدال اعطا کرد و هیچ‌کدام از خدمه وینسنس تحت پیگرد قانونی قرار نگرفتند.
بهروز مدرسی، خبرنگار و دارندهٔ بالاترین ساعت پرواز در طول جنگ ایران و عراق، معتقد است: در قدیمی‌ترین سامانهٔ ضدهوایی که در ناوهای آمریکایی به‌کار رفته است، یعنی سامانهٔ کنترل آتش هاک، این توانایی وجود دارد تا اگر یک هدف، تهدیدی برای ناو نداشته باشد، آن را از رنج شلیک خارج کرده و یک هدف دیگر را برای اصابت انتخاب کند.
او در واکنش به مستندی که نشنال ژئوگرافیک در رابطه با هواپیمای ایرانی ساخته بود، می‌نویسد:
اما نکته‌ای که مستند نشنال جئوگرافیک هم نتوانسته آن را توجیه کند، اهدای مدال شجاعت به فرمانده ناو وینسنس آن هم پس از آنکه مشخص شد وی یک هواپیمای مسافربری را مورد هدف قرار داده است [بود].
حتی اگر روایت آمریکایی‌ها دربارهٔ علت انهدام هواپیمای شماره ۶۵۵ را بپذیریم و این اقدام را «غیرعمدی» بدانیم؛ آیا فرماندهی که با سلسله اشتباهات فنی و نظامی و تشخیص اشتباه جان ۲۹۰ را گرفته است، شایسته تقدیر است؟— بهروز مدرسی، 
از دیدگاه امیر دریادار دوم ناصر سرنوشت فرمانده عملیات جمع‌آوری اجساد قربانیان حادثه، تشخیص یک هواپیمای مسافربری از هواپیمای نظامی برای یک ناو پیش‌رفتهٔ آمریکایی کار ساده‌ای بود؛ زیرا رادار ناوشکن‌های موشک انداز، به سامانهٔ شناسایی دوست یا دشمن مجهز است که توانایی تشخیص نوع هواپیمای در حال پرواز، اعم از خودی یا غیرخودی و جنگی یا غیر جنگی را دارد.
ضمن این‌که هواپیماهای جنگی، حین پرواز از رادار استفاده می‌کنند و از نوع رادار کنترل آتش هواپیما، می‌توان جنگی یا غیرجنگی بودن هواپیما را تشخیص داد.وی مدعی است پیام هشداری اصلاً وجود نداشته و در صورت وجود، برج‌های مراقبت اطراف نیز آن را دریافت می‌کردند.منبع
به عقیدهٔ بسیاری از سیاستمداران جناح راست جمهوری اسلامی ایران، شلیک موشک به هواپیمای مسافربری ایران عامدانه و برای طرفداری از عراق در جنگِ این کشور با ایران بود تا ایران به پذیرش قطعنامه ۵۹۸ شورای امنیت، وادار شود.

### پشتیبانی دولت بریتانیا
اسناد دولت بریتانیا که در سال ۲۰۲۲ از طبقه‌بندی خارج شدند نشان دادند که بلافاصله پس از حمله، دولت بریتانیا از این کار آمریکا اعلام پشتیبانی کرده است.

## پس از حادثه
- هیچ‌کدام از خدمه جنگی ناو وینسنس محکوم نشدند و حتی فرمانده ناو نیز در پایان خدمت خود مدال گرفت.[۳۶]
- دولت آمریکا مبلغ ۵۵ میلیون دلار به خانواده‌های قربانیان و نیز مبلغ ۴۰ میلیون دلار برای غرامت ناشی از سقوط هواپیمای مسافربری پرداخت. این مبالغ به‌طور بلاعوض و بدون قبول مسئولیت حادثه پرداخت شد.[۳۷][منبع بهتری نیاز است]

### جمع‌آوری اجساد قربانیان
عملیات جمع‌آوری اجساد قربانیان با اعزام ۸۰ تَن غواص، دو فروند ناو، دو فروند هواناو و چهار فروند بالگرد، پس از واقعه آغاز شد. پس از جمع‌آوری اجساد، جمع‌آوری قطعات هواپیما آغاز شد. دو عملیات به صورت شبانه‌روزی و در مجموع به‌مدت ۵۲ روز انجام گرفت. دلایل زیر باعث طول کشیدن عملیات شده بود:
- دمای هوا در طول روز، به بیش از ۵۰ درجهٔ سلسیوس می‌رسید.
- قطعات اجساد به‌دلیل باقی ماندن در آب ورم کرده و حتی در تابوت جا نمی‌شدند و مسئولان ناچار شدند تا برای انتقال آن‌ها، از برانکاردهای توری استفاده کنند.
- حاضران در عملیات هم، با صحنه‌های بسیار دل‌خراش و تکان دهنده‌ای روبرو می‌شدند؛ مثلاً، تکه‌های بدن مسافران بی‌گناه به دست و بدن غواصان می‌چسبید. شدت دل‌خراش بودن این صحنه‌ها طوری بود که بعضاً خبرنگارانی که تحمل مشاهدهٔ چنین صحنه‌هایی را نداشتند، دوربینشان را رها کرده و صحنه را ترک می‌کردند.
در نهایت تنها پیکر و قطعات بدن ۱۷۸ نفر از ۲۹۰ مسافر هواپیما پیدا شد.[۲۹]

## تجلیل از خدمه ناو وینسنس
تمام سربازان ناو جنگی وینسنس پس از این حادثه، به‌خاطر به پایان رساندن چند سال حضور خود در یک منطقهٔ جنگی مدال مبارزه دریافت کردند. مدال نیروی دریایی آمریکا اغلب به کارهای قهرمانی یا خدمات شایسته داده می‌شود. براساس گفته‌های شبکهٔ هیستوری، مدال مبارزه به کسانی داده می‌شد که می‌توانستند با «سرعت و دقت آتش بگشایند». روزنامهٔ واشینگتن پست در مقاله‌ای در سال ۱۹۹۰ نوشت که مدالی که به خدمهٔ ناو وینسنس داده شد به خاطر تمام دوره عملیاتی و مأموریتی آنها از سال‌های ۱۹۸۴ تا ۱۹۸۸ و همچنین اقدامات آن‌ها در مقابله با قایق‌های تندروی جنگی ایرانی بود.
در سال ۱۹۹۰ ویل راجرز مدال لژیون لیاقت را از دستان جورج هربرت واکر بوش، رئیس‌جمهور وقت آمریکا، به‌خاطر «رفتار بسیار شایسته و انجام خدمات برجسته بین تاریخ آوریل ۱۹۸۷ تا مه ۱۹۸۹ به عنوان افسر فرماندهٔ ناو وینسنس دریافت می‌کند». راجرز در حالی مدال لیاقت را دریافت می‌کرد که در مراسم تجلیلش هیچ اشاره‌ای به سرنگون کردن پرواز ۶۵۵ ایران ایر نشد.
مدال لژیون لیاقت اغلب به افسران عالی‌رتبه‌ای داده می‌شود که بتوانند مأموریت‌هایشان (به ویژه مأموریت‌های دشوار) را با موفقیت بگذرانند و/یا از آخرین سفرشان پیش از بازنشستگی بازگردند.

## قطعنامه شورای امنیت
جمهوری اسلامی ایران در روز ۱۴ تیر ۱۳۶۷ طی نامه‌ای به رئیس شورای امنیت خواستار تشکیل جلسه فوری شورا برای رسیدگی به موضوع شد. ۲۵ تیر ۱۳۶۷ مطابق با ۱۶ ژوئیه ۱۹۸۸ میلادی شورا تشکیل جلسه داد. از سوی جمهوری اسلامی ایران ولایتی وزیر امور خارجه وقت ایران و از جانب آمریکا جرج بوش معاون وقت رئیس‌جمهوری در جلسه حضور داشتند. جرج بوش در این جلسه اعلام کرد که مشکل اصلی در منطقه خلیج فارس این است که ایران قطعنامه‌های شورای امنیت برای پایان جنگ را نادیده گرفته است و بیشتر اعضای دیگر شورای امنیت هم به حمایت از همین دیدگاه پرداختند هرچند نماینده شوروی علاوه بر درخواست از ایران برای پایان جنگ خواستار خروج نیروی دریایی آمریکا از منطقه شد. در نهایت قطعنامه ۶۱۶ شورای امنیت در تاریخ ۳۰ ژوئیه ۱۹۸۸ (۲۹/۴/۱۳۶۷) به این شرح تصویب شد:
«شورای امنیت، با بررسی نامه مورخه ۵ ژوئیه ۱۹۸۸ جانشین نماینده دائم جمهوری اسلامی ایران خطاب به رئیس شورای امنیت و با استماع بیانات نماینده جمهوری اسلامی ایران و سخنان نماینده ایالات متحده آمریکا با ابراز تاسف عمیق از این که یک هواپیمای غیرنظامی ایران ایر در پرواز برنامه‌ریزی شده بین‌المللی ۶۵۵، در پرواز بر فراز تنگه هرمز به وسیله موشک شلیک شده از ناو جنگی ایالات متحده آمریکا (وینسنس) منهدم گردیده است بر ضرورت تبیین حقایق جنایت با بازرسی بی‌طرفانه در منطقه خلیج [فارس] تأکید داشته و اظهارات خود را به شرح زیر اعلام نمود: ۱- تأسف عمیق خود را از ساقط کردن هواپیمای غیرنظامی ایران به وسیله موشکی که از یک ناو جنگی آمریکا شلیک شده و تسلیت عمیق خود را به خاطر از دست رفتن غم‌انگیز جان انسانهای بی‌گناه ابراز می‌دارد. ۲- همدردی صمیمانه خود را به خانواده‌های قربانیان جنایت غم‌انگیز و دولت‌ها و کشورهای آنان اعلام می‌دارد. ۳- از تصمیم سازمان بین‌المللی هواپیمایی کشوری در پاسخ به درخواست جمهوری اسلامی ایران مبنی بر ایجاد گروه تحقیق برای بررسی تمام حقایق موجود همچنین از اعلام ایالات متحده آمریکا و جمهوری اسلامی ایران مبنی بر تصمیمشان برای همکاری با بررسی سازمان هواپیمایی کشوری استقبال می‌کند. ۴- از تمامی اعضای کنوانسیون ۱۹۴۴ شیکاگو، درخواست می‌کند که در همه شرایط، مقررات و رویه‌های سلامت هوانوردی کشوری به ویژه ضمائم آن کنوانسیون به منظور جلوگیری از چنین پیشامدهایی را دقیقاً مراعات نمایند. ۵- لزوم اجرای فوری و کامل قطعنامه ۵۹۸ شورای امنیت، شورا را به عنوان تنها مبنای حل جامع، عادلانه، شرافتمندانه و پایدار منازعه میان ایران و عراق ابراز و پشتیبانی خود را از دبیرکل برای اجرای این قطعنامه اعلام و خود را ملزم به همکاری با دبیرکل برای تسریع در اجرای طرح اجرایی او می‌نماید.»
جمهوری اسلامی ایران علاوه بر شورای امنیت و شورای ایکائو، شکایت خود را در دیوان بین‌المللی دادگستری لاهه نیز مطرح کرد.

## آمار مسافران پرواز
براساس مدارکی که ایران به دیوان بین‌المللی دادگستری تحویل داد، پرواز ۶۵۵ ایران‌ایر دارای ۲۷۴ مسافر و ۱۶ خدمه بود که در مجموع به ۲۹۰ سرنشین می‌رسد. ۶۶ نفر از ۲۹۰ سرنشین این هواپیما کودک بودند.
| ملیت              | مسافر | خدمه | مجموع |
| ----------------- | ----- | ---- | ----- |
| ایران             | ۲۳۸   | ۱۶   | ۲۵۴   |
| امارات متحده عربی | ۱۳    | ۰    | ۱۳    |
| هند               | ۱۰    | ۰    | ۱۰    |
| پاکستان           | ۶     | ۰    | ۶     |
| یوگسلاوی          | ۶     | ۰    | ۶     |
| ایتالیا           | ۱     | ۰    | ۱     |
| مجموع             | ۲۷۴   | ۱۶   | ۲۹۰   |

یکی از قربانیان حادثه نیز، رایزن نظامی سفارت پاکستان در ایران بود که قصد داشت از طریق دبی، به کراچی سفر کند.

## در رسانه‌های عمومی
علاوه بر پوشش خبری گسترده در زمان وقوع حادثه، رسانه‌های جمعی در سال‌های پس از این حادثه به بحث و بررسی این حادثه پرداخته‌اند. علاوه بر این در رسانه‌های ایرانی نماهنگ‌هایی برای این حادثه تولید و پخش شده است.

### فیلم‌های مستند دربارهٔ حادثه
شبکه بی‌بی‌سی و اپیزودی از برنامه فور کورنرز (چهار گوشه) بنگاه خبررسانی استرالیا با عنوان لاکربی دیگر که در ۱۷ آوریل ۲۰۰۰ میلادی پخش کردند که به بررسی حادثه ساقط نمودن هواپیمای مسافربری پرواز ۶۵۵ پرداخته است. مستند لاکربی دیگر از فیلمی که هم‌زمان با حادثه توسط گروهی مستندساز حاضر بر عرشه ناو آمریکایی وینسنس در حال تهیه بود استفاده نموده است. در این برنامه بی‌بی‌سی دست به ماشه بودن کاپیتان آمریکایی و اینکه او دنبال حادثه بود دلیل اصلی اشتباه او در شناسایی هواپیمای مسافربری به جای هواپیمای نظامی عنوان شد. این برنامه از واکنش مقامات وزارت دفاع ایالات متحده در مورد این حادثه انتقاد شده است. این برنامه همچنین به‌طور تلویحی ادعا کرده که جعبه سیاه هواپیمای ایرانی توسط وزارت دفاع ایالات متحده به‌طور مخفیانه بازیافت شده است. در قسمتی از این برنامه اطلاعات راداری از دیگر کشتی‌های نظامی آمریکایی که در منطقه حاضر بودند نشان داده شده که هواپیمای ایرانی پیش از سقوط تغییر مسیر داده بود. این مستند شامل مصاحبه‌هایی با افراد نیروی دریایی آمریکا می‌باشد که در زمان حادثه در کشتی‌های دیگری در منطقه حاضر بودند که به نقد واکنش کاپیتان ناو آمریکایی وینسنس می‌پردازند.
برنامه می‌دی از نشنال جئوگرافیک: اپیزود ششم از فصل سوم این برنامه را با عنوان هویت اشتباه‌گرفته‌شده را به بررسی و بازسازی حادثه پرواز ایران ایر ۶۵۵ اختصاص داد. در این برنامه علاوه بر بازسازی حوادث بر مبنای زمانی اتفاقات روی داده مصاحبه‌هایی با افراد نیروی دریایی ایالات متحده که به‌طور مستقیم درگیر این ماجرا بوده‌اند انجام شده است. از جمله این افراد کاپیتان ویل راجرز می‌باشد. این برنامه همچنین مصاحبه‌ای نیز با برادر کاپیتان رضائیان خلبان پرواز ایران ایر ۶۵۵ در سوم ژوئیه ۱۹۸۸ انجام داده است. این قسمت برای نخستین بار در ۱۹ اکتبر ۲۰۰۵ پخش شد.
صدا و سیمای جمهوری اسلامی ایران دو مستند نیز دربارهٔ حادثه پرواز ۶۵۵ توسط شبکه یک و شبکه ۴ تولید و پخش کرده است. مستند پخش شده از شبکه یک که پرواز ۶۵۵ نام دارد ترجمه‌ای گزینشی از بخش‌هایی از مستند هویت اشتباه گرفته شده نشنال جئوگرافیک می‌باشد. مستند پخش شده از شبکه چهارم با عنوان فاجعه ۶۵۵ (۱۳۸۸) مستندی ایرانی است که به انجام مصاحبه با کادر خدمات پرواز ایرانی و پرسنل شناورهای ایرانی حاضر در منطقه در زمان حادثه که درگیر نبرد سطحی با ناو وینسنس بودند می‌باشد. در فاجعه ۶۵۵ بخش‌هایی از مستند بی‌بی‌سی (لاکربی دیگر) نیز گنجانیده شده و به شرح بخش‌هایی از عملیات نجات توسط نیروی دریایی و ارتش ایران در پس از حادثه اشاره نموده است.

### نماهنگ‌ها دربارهٔ حادثه
بیشتر واکنش رسانه‌های جمعی در ایران به ساختن نماهنگ دربارهٔ این حادثه بسنده کرده‌اند. محمود شهبازی مستند ۶۰ دقیقه‌ایِ پرواز صبح یکشنبه را در طول دو سال بررسی خود ساخت که در چهارمین جشنوارهٔ فیلم عمار به نمایش درآمد. باشگاه ترانه و موسیقی راه نیز نماهنگی با نام جرم پرواز در همین موضوع ساخت. باشگاه فیلم سوره نیز در تاریخ ۲۷ مرداد ۱۳۹۵، نماهنگ ایستاده‌ایم ۲ را به کارگردانی محمدباقر مفیدی‌کیا و با صدای حسین حقیقی رونمایی کرد که روایتی سوررئال از ماجرای پرواز شماره ۶۵۵ ایران ایر است. ساخت این نماهنگ بیش از دو سال زمان برده و در صحنه‌هایی از آن، ناو وینسنس غرق می‌شود و پرچم ایالات متحده به آتش کشیده می‌شود.

### نقد پوشش خبری در ایالات متحده

طرح روی جلد مجله نیوزویک مربوط به ۱۲ سپتنامبر ۱۹۸۳ (چپ) و ۱۸ ژوئیه ۱۹۸۸ (راست). با عنوان قتل در هوا (چپ) و چرا اتفاق افتاد؟ (راست)

رابر انتمن از دانشگاه جورج واشینگتن پوشش خبری در ایالات متحده را برای حادثه پرواز شماره ۰۰۷ هواپیمایی کره که توسط اتحاد جماهیر شوروی ساقط شد را با پوشش خبری مربوط به پرواز ۶۵۵ هواپیمایی ایران ایر مقایسه کرده است. او پنج سرویس خبری (تایم، نیوزویک، نیویورک تایمز، و واشینگتن پست) را مورد مطالعه قرار داد. نتیجه تحقیق او نشان داد که تکنیک چارچوب بندی برای اهریمن جلوه دادن دشمن و سرزنش کردن او بکار رفته است. در این گزارش آمده که با تأکید نکردن آژانس‌های خبری بر قربانیان حادثه ایر ۶۵۵ ساقط نمودن هواپیمای ایرانی توسط ایالات متحده به عنوان مشکلی تکنیکی نشان داده شده درحالی‌که ساقط نمودن هواپیمای کره‌ای توسط شوروی زیر پا گذاشتن اصول اخلاقی توصیف شده است. انتمن با نظرسنجی نشان داده که پوشش خبری جانبدارانه از دو حادثه افکار عمومی را علیه اتحاد جماهیر شوروی و ایران تحت تأثیر قرار داد.
در ژوئیه ۲۰۱۴، هنگامی که هواپیمای پرواز شماره ۱۷ هواپیمایی مالزی در اوکراین سرنگون شد، برخی خبرنگاران اختلاف موضع مقامات و رسانه‌های ایالات متحده در پوشش حوادث مشابه را مورد انتقاد قرار دادند.